# سیارک ۴۶۷۲۲
سیارک ۴۶۷۲۲ (به انگلیسی: 46722 Ireneadler، نامگذاری:1997RA1) چهل و شش هزار و هفتصد و بیست و دومین سیارک کشف شده‌است که در ۲ سپتامبر ۱۹۹۷ کشف شد.